# 38628 هويا
38628 هويا جرم وراء نبتوني . بلوتينو، وفي حركة متوسطة رنانة 2: 3 مع نبتون. يبلغ قطره 458.0 ± 9.2 كم،
ومن المحتمل أن يكون كوكب قزم على الرغم من أن الاتحاد الفلكي الدولي لم يصنفه على هذا النحو. تحليل سعة المنحنى الضوئي السعة انحرافات صغيرة فقط، مما يرجح إلى أن هويا كروي مع بقع بياض صغيرة. واعتبارا من عام 2010، يعتقد عالم الفلك غونزالو تانكردي أن هويا على الأرجح كوكب قزم.

## الإكتشاف
تم اكتشاف هويا في مارس 2000 من قبل إغناسيو فيرين وأعلن في 24 أكتوبر 2000. في وقت اكتشاف هويا كان ألمع (وبالتالي يقدر أن يكون أكبر) جرم عابر نبتوني وجود منذ بلوتو. وأكتشف باستخدام البيانات التي تم جمعها في مرصد الوكالة الكندية للتنمية الدولية في فنزويلا.